# Гальперин, Лев Ефимович
Лев Ефимович Гальперин (3 марта 1872, Витебск — 1951) — российский революционер-меньшевик, историк и публицист.

## Биография
Родился в семье мелкого служащего, в которой росло 12 детей.
Учился в Бельской прогимназии, в Витебской и Вяземской гимназиях, окончил последнюю в 1893 г. и в том же году поступил на естественный факультет Киевского университета, откуда был исключен в 1896 г. незадолго до государственных экзаменов. Эмигрировал за границу. Член РСДРП с 1898 года, член ЦК РСДРП (1903—1905).
В 1901—1902 годах агент «Искры». Весной 1901 года в качестве агента «Искры» был направлен для работы в Баку, где участвовал в организации первого Бакинского социал-демократического комитета, а также в создании Кавказского рабочего союза вместе с Ладо Кецховели и Файнбергом, организации Бакинской подпольной типографии «Нина» и установлении её связи с заграничным центром.
Один из участников знаменитого побега агентов газеты «Искра» из Лукьяновской тюрьмы в августе 1902 года.
Во время Февральской революции в Москве входил в группу лиц, захвативших в первый же день Городскую думу, был избран товарищем председателя Московского совета рабочих депутатов и членом его исполкома. 25 июня 1917 года по списку объединённых социал-демократов был избран гласным Московской городской думы.
Племянница (дочь сестры, Фани Ефимовны Воллерштейн) — народная артистка СССР Цецилия Львовна Мансурова.

## Воспоминания Урланиса
«Л. Е. Гальперин — очень колоритная и интересная фигура, к сожалению, почти забытая, хотя он в начале века играл видную роль в русском социал-демократическом движении… Помню, как он мне рассказывал про свои встречи с Лениным в Швейцарии, когда Ленин разошелся с Г. В. Плехановым. Он мне рассказывал, что в ту пору они вместе в В. И. Лениным долго сидели у берегов Женевского озера и обсуждали партийные дела, которые тогда были очень сложными», — вспоминал Борис Урланис.

## Сочинения
- Общественное движение в царствование Александра Второго : Общественное движение при императоре Александре II : Ист. очерки Л. Барриве. — М.: Образование, 1911. — 154, [1] с., 6 л. ил., портр. : ил.